# (6426) Vanýsek
(6426) Vanýsek est un astéroïde de la ceinture principale.

## Description
(6426) Vanysek est un astéroïde de la ceinture principale. Il fut découvert le 2 mars 1995 à l'Observatoire Kleť par Miloš Tichý. Il présente une orbite caractérisée par un demi-grand axe de 2,42 UA, une excentricité de 0,17 et une inclinaison de 2,8° par rapport à l'écliptique.

## Compléments